# Андромаха

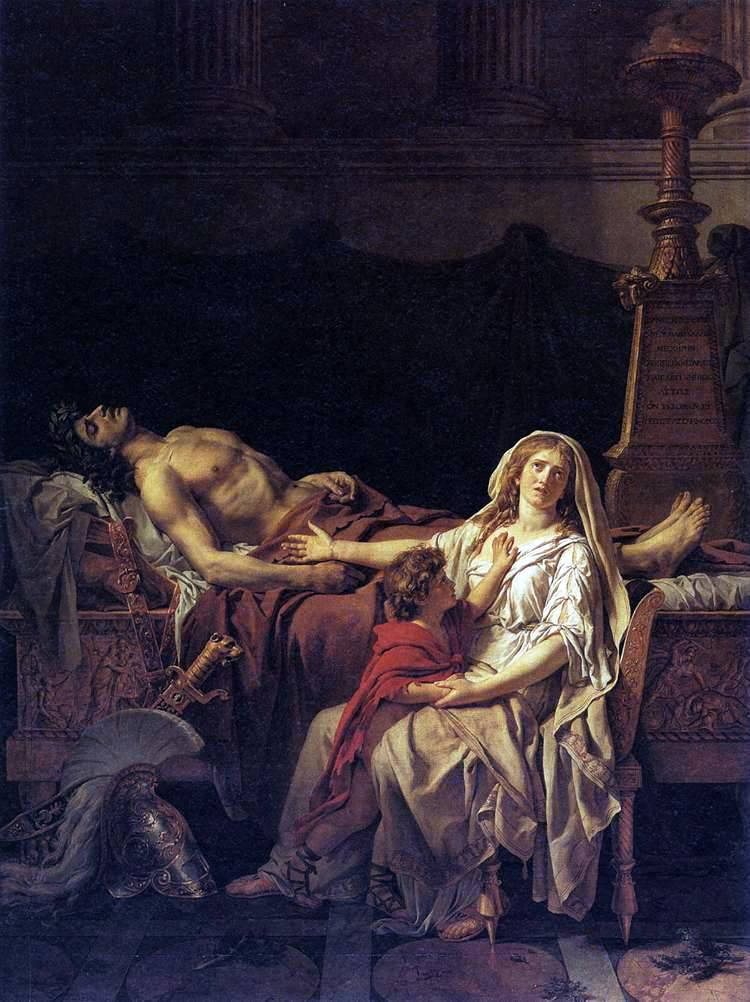
Жак-Луї Давід, 1783, Лувр

Андрома́ха (дав.-гр. Ἀνδρομάχη — «та, хто б'ється з чоловіками») — персонаж давньогрецької міфології, яка уособлює страждання жінок під час Троянської війни. Дружина Гектора, героїня «Іліади».

## В «Іліаді»
У дитинстві втратила батька й сімох братів, яких убив Ахіллес. Самовіддано кохала чоловіка («Іліада», VI і XXIV). Після здобуття Трої ахейцями стала бранкою Ахіллесового сина Неоптолема, виїхала з ним до Епіру, де народила трьох синів. Згодом одружилася з Гекторовим братом Геленом, від якого народила сина Пергама. Після смерті Гелена разом з Пергамом переселилася до Малої Азії, де син заснував однойменне місто. У Пергамі їй спорудили мавзолей.

## У культурі
У літературі Андромаха стала ідеалом відданої дружини. Міф про Андромаху втілено в античному та європейському образотворчому мистецтві (Герард де Лересс, Антуан Куапель, Джованні Баттіста Тьєполо, Жак-Луї Давід, Е. Вехтер, Лосенко Антон Павлович), літературі (Евріпід, Жан Расін, А. Дзено, Ф. Брукнер), музиці (Дж. Паїзіелло, Родольф Крейцер, Каміль Сен-Санс).
У фільмі «Троя» 2004 року роль Андромахи зіграла британська модель і акторка Саффрон Берроуз. У мінісеріалі «Падіння Трої» (2018) — шотландська акторка Хлоя Піррі, у фільмі «Троянки» (1971) — Ванесса Редґрейв, у французькому телефільмі «Андромаха» 1960 року — Марія Мобан.
Фантастичний бойовик 2020 року «Стара гвардія» відсилає до феміністського пласта значень міфу про Андромаху (у фільмі ім'я скорочене до Енді), роль якої грає акторка Шарліз Терон.